# Amnicola limosus
Amnicola limosus is een slakkensoort uit de familie van de Amnicolidae. De wetenschappelijke naam van de soort is voor het eerst geldig gepubliceerd in 1817 door Say.